# Hadéen
Stratigraphie
Archéen
Précambrien
Paléogéographie et climat
L'Hadéen est le premier éon de l'histoire de la Terre. Il commence avec la formation de la Terre il y a environ 4,6 milliards d'années (Ga) pour se terminer autour de −4 Ga, et dure donc approximativement 600 millions d'années (Ma). L'Hadéen, division la plus ancienne des temps géologiques, forme avec l'Archéen et le Protérozoïque (les deux éons suivants) le Précambrien.
En raison de la rareté des roches ou des minéraux d'âge archéen et des transformations qu'ils ont pu subir par la suite, les connaissances géologiques et paléobiologiques à propos de l'Hadéen sont limitées. Elles sont complétées par l'étude des roches lunaires et martiennes de même âge.

## Étymologie
Hadéen dérive d'Hadès, nom du dieu grec des enfers mais aussi les Enfers eux-mêmes. Ce terme, choisi en référence aux conditions (notamment de très haute température) qu'on attribuait à cette période, a été créé par le géologue Preston Cloud en 1972 ; il désignait la période située avant la formation des roches les plus anciennes alors connues. Au XIXe siècle, on employait souvent le terme Azoïque, c'est-à-dire la période « sans vie », bien qu'il soit possible qu'une vie très primitive ait pu apparaître dès l'Hadéen.

## Phénomènes généraux de l'Hadéen
Cet éon correspond à la formation et à la stabilisation de la Terre primitive (en),.
L'Hadéen n'est pas découpé en ères comme les autres éons, mais peut se résumer en deux phases majeures :
- de −4,568 à −4,4 Ga : présence d'un océan magmatique et différenciation du noyau métallique.
  - Genèse probable de la Lune, probablement par impact géant d'un planétoïde (dénommé Théia) avec la Terre, il y aurait environ 4,450 Ga.
- de −4,4 à −4,00 Ga : formation d'une protocroûte continentale.
  - Grand bombardement tardif, qui serait responsable d'un accroissement significatif de la présence d'eau sur la Terre (ainsi que de la présence de la plupart des cratères résiduels de la Lune).
  - Datation sur les zircons sédimentaires (Jack Hills), −4,4 à −4,00 Ga.
  - Inclusions de quartz, feldspaths et micas.
  - Constitutions isotopiques de l'oxygène 18.

### Formation de la Terre
Cette phase recouvre la transformation de la nébuleuse primitive en un système planétaire complet. Ses grandes étapes sont les suivantes :
- il y a 4,568 Ga, une nébuleuse primitive commence son effondrement sur elle-même. Cet effondrement n'est vraisemblablement pas spontané, sans quoi la galaxie serait dépourvue de nébuleuses. C'est pourquoi il est supposé qu'une supernova, explosant dans un voisinage compté en années-lumière voire en dizaines d'années-lumière, a provoqué cet effondrement ;
- l'effondrement passe par le stade de globule de Bok, avant de prendre une forme de disque renflé en son centre, lequel contient l'essentiel de la masse de la nébuleuse d'origine et est essentiellement constitué d'hydrogène. Par simple contraction, sa température augmente. Ce genre de nuage est le plus visible aujourd'hui en infrarouge ;
- la masse du nuage est suffisante pour que sa température au centre dépasse, avec sa pression, les conditions nécessaires pour démarrer la fusion de l'hydrogène. Cela se traduit par un million d'années d'une intense activité solaire. Beaucoup de matière est projetée au loin, en deux jets perpendiculaires au plan du disque : c'est le stade des objets d'Herbig-Haro ;
- cette activité souffle les matériaux légers (hydrogène, hélium, eau, ammoniaque, etc.) loin du Soleil. Le Système solaire est séparé en une partie interne, riche en matériaux réfractaires comme la silice et le fer, et en une partie externe, qui s'enrichit en éléments légers ;
- cet enrichissement a permis la formation initiale de Jupiter, située juste hors de la zone riche en éléments réfractaires (4 ua). Cette première planète a localement perturbé le disque protoplanétaire ;
- durant la phase Herbig-Haro, le disque a concentré des particules de poussière de compositions différentes. Leur agrégation donne des grains de plus en plus gros, jusqu'à la formation de météoroïdes et de planétésimaux ;
- finalement, les planétésimaux terminent l'accrétion des planètes par des collisions entre eux. Divers corps de dimensions planétaires sont de plus en plus importants par accrétions, leurs collisions plus rares ont des conséquences plus grandes compte tenu de la très forte énergie d'impact lorsque deux corps massifs entrent en collision. Ainsi dans le système solaire une de ces collisions cataclysmiques aurait arraché la croûte de Mercure ou fait changer le sens de rotation de Vénus. Concernant l'histoire de la Terre à l'Hadéen, plusieurs hypothèses pour la formation de la Lune, invoquent la collision d'un corps massif de la taille d'une petite planète nommée Theia, avec la proto-Terre, à environ −4,45 Ga. Suivant les hypothèses, soit une collision tangentielle aurait éjecté des débris terrestres qui se seraient agrégés pour former la Lune[4],[5] ; soit l'impact a pulvérisé les deux objets provoquant un nouveau nuage d'accrétion (synestia) dans lequel la Lune s'est formée[5] ; soit la Lune a été formée par l'accrétion de nombreux débris issus de plusieurs impacts de taille plus modeste[6].

Hypothèse d'une collision tangentielle avec éjection de débris terrestre.
Hypothèse de collision totale générant un nouveau nuage d'accrétion.
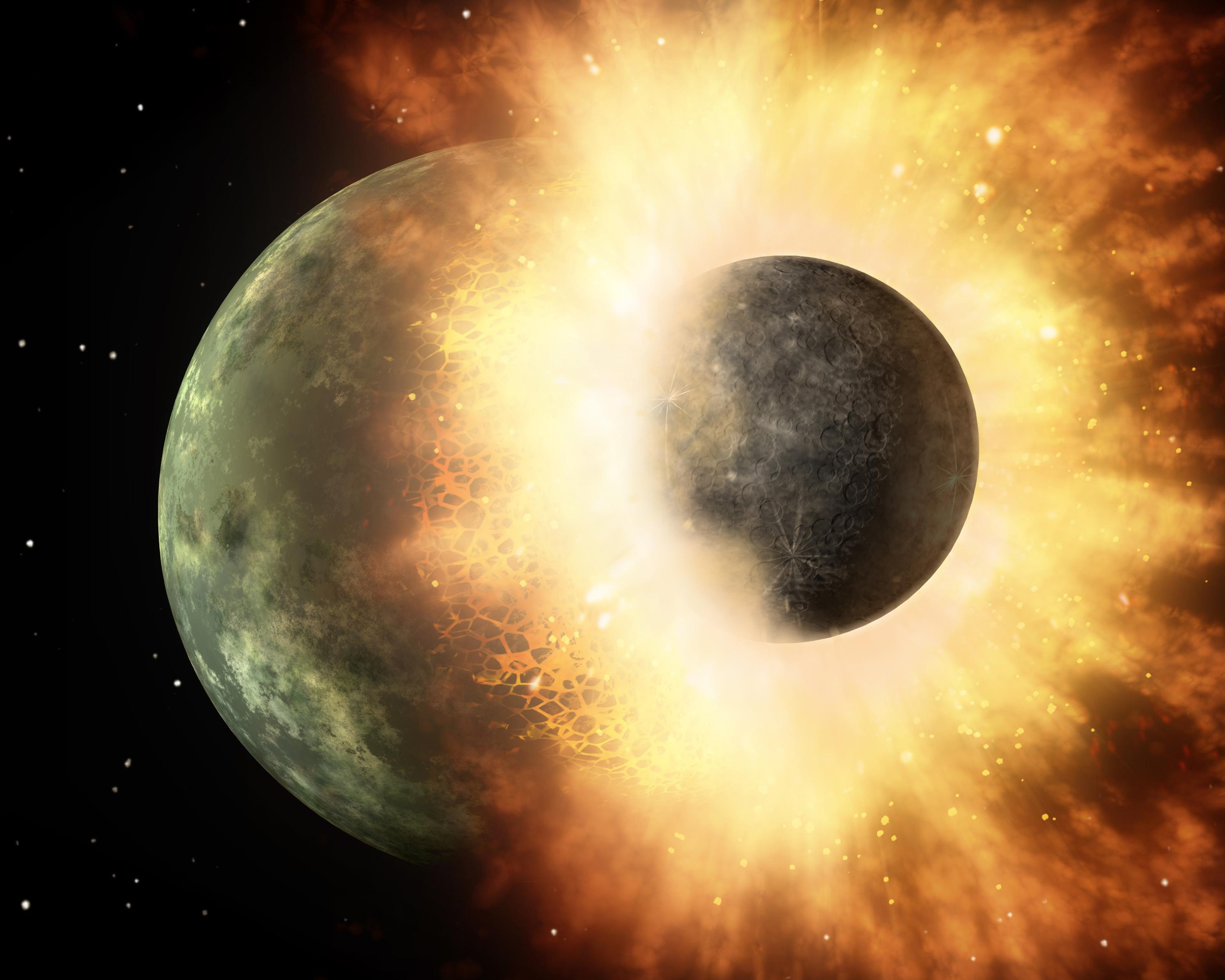
Vue d'artiste de l'impact.

Les planètes actuelles sont désormais en place. Elles sont accompagnées d'un grand nombre de météorites. La gravitation a fait tomber ces derniers sur les planètes. La Lune en a gardé la trace et sert de référence pour considérer que le « grand bombardement tardif » a duré toute la seconde phase de l'Hadéen. Nous sommes alors à 4,5 Ga dans le passé. En 100 Ma, le nuage primordial est devenu un système solaire très jeune, dont la Terre fait partie. Cependant, cette dernière n'est pas stabilisée.

### Stabilisation de la Terre

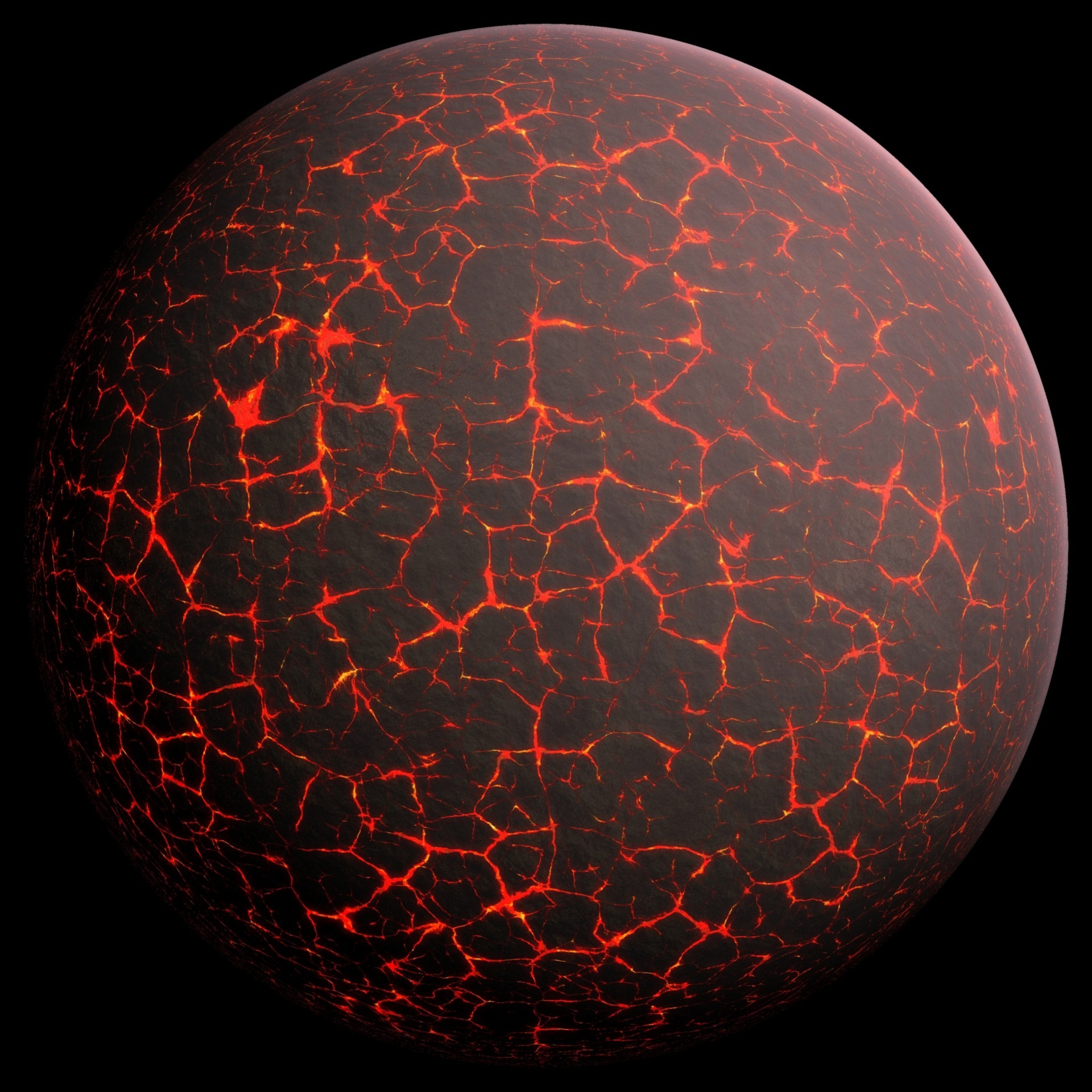
Vue d'artiste d'une terre se refroidissant.

À −4,5 Ga (4,5 milliards d'années avant aujourd'hui), l'hypothèse de l'océan magmatique terrestre considère que la chaleur accumulée après l'accrétion (énergie d’accrétion, énergie radioactive, etc.) est telle que, en l'absence de convection interne, la partie externe de la Terre (500 à 1 000 km) fond en un océan magmatique. Le dégazage du magma ou des roches sous l'océan magmatique commence et forme l'atmosphère initiale, dite primitive. Compte tenu du rayonnement du Soleil à ce stade de sa vie (un peu plus de 70 % de la valeur actuelle : paradoxe du jeune Soleil faible), et sur la base d'une atmosphère primitive comparable à l'atmosphère actuelle, la Terre, selon la théorie de la Terre primitive froide, aurait été gelée avec une température de surface proche de −20 °C. Cependant, un fort effet de serre est attesté, imputable à la composition différente de l'atmosphère primitive : celle-ci contenait vraisemblablement de grandes quantités de gaz à effet de serre (CO2, vapeur d'eau…). D'après les gaz contenus aujourd'hui dans les volcans, on pense à une répartition entre les éléments majoritaires suivants : CO2, CO, N2, H2 et HCl. Petit à petit, l'atmosphère se refroidit suffisamment pour que l'eau qu'elle contient tombe en pluie. Après cette séparation, la pression atmosphérique devait être proche de 20 MPa, ou 200 bars. Les océans ont donc commencé à se former dès que la température de surface est devenue inférieure à la température critique de l'eau (374,2 °C — dans le cas où la pression atmosphérique était supérieure, la pression critique de l'eau est égale à 225 bars), mais plus probablement en dessous de 350 °C. Cette phase s'est terminée à −4,3 Ga.
À −4,4 Ga, la cristallisation et la différenciation de ce magma lors de son refroidissement forment alors une mince proto-croûte continentale basaltique, un manteau silicaté et un noyau métallique. Lorsque la masse du planétésimal qui deviendra la Terre dépasse une valeur critique, les éléments radioactifs, plus nombreux et plus abondants qu'aujourd'hui, commencent à réchauffer ce corps. Parmi les éléments abondants, le fer est le plus dense. Sous l'effet de la chaleur, il forme des gouttelettes de métal fondu qui se dirigent vers le centre. Lente au début, cette opération s'est ensuite suffisamment accélérée pour que certains parlent de « catastrophe du fer ». La graine du noyau terrestre s'est alors formée.
À −4,3 Ga, la présence d'eau dans les magmas basaltiques fait apparaître des roches de type granitique. L'eau de surface fait aussi apparaître des sédiments détritiques et une différenciation chimique associée. Cela fait naître des roches d'une densité inférieure à celle des roches basiques. Elles sont restées en surface. Ces paquets de roches se sont ensuite regroupés, par collisions, en proto-continents.
Le grand bombardement tardif, entre −4,1 et −3,9 Ga, a cependant probablement refondu plusieurs fois cette croûte solide, jusqu'à la formation définitive de l'atmosphère et des océans grâce, notamment, au bombardement d'astéroïdes couverts de glace (théorie de l'origine extraterrestre de l'eau après l'impact géant lunaire qui a asséché la planète – voir l'Origine de l'eau sur la Terre). Un enrichissement en eau par un  bombardement météoritique plutôt que cométaire est supposé, cela étant attesté par le rapport deutérium/hydrogène des roches météoritiques qui se rapproche le plus, voire est identique à celui des océans actuels. La présence d'eau mantellique liquide en grandes quantités rendant ductile la lithosphère stagnante grâce au manteau hydraté moins rigide, la tectonique des plaques a alors pu démarrer. Elle devait comporter plus de zones de subduction et de plaques qu'actuellement, car la croûte était plus fine et la chaleur disponible plus grande. La tectonique des plaques a permis la différenciation des croûtes continentale et océanique.
Les conditions nécessaires à l'apparition de la vie sont ainsi réunies, vers −4,0 Ga, lorsque ce grand bombardement est achevé, clôturant ainsi l'Hadéen.

## Roches de l'Hadéen

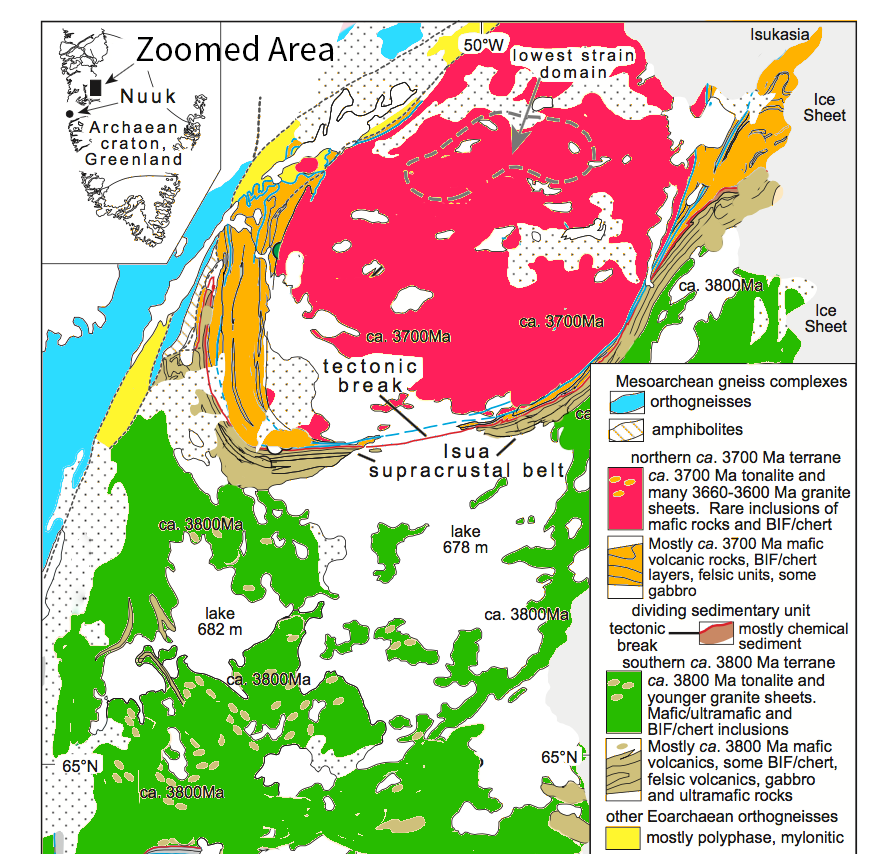
Carte géologique du secteur d'Isua (Groenland).

### Roches vertes du Groenland, Gneiss du Canada
Les témoignages pétrologiques de cette période sont très rares. Durant les dernières décennies du XXe siècle, des géologues ont identifié et daté quelques roches de l'Hadéen sur différents sites (ouest du Groenland, nord-ouest du Canada, ouest de l'Australie). La plus ancienne formation de roche sédimentaire connue est située au sud-ouest du Groenland, dans la ceinture de roches vertes d'Isua. Elle a révélé quelques sédiments altérés datés d'environ −3,8 Ga et provenant d'un dyke qui a pénétré des roches déjà maintes fois déposées.
La plus ancienne roche connue est une roche magmatique métamorphisée : l'Orthogneiss d’Acasta (Canada) daté à −4,03 Ga.

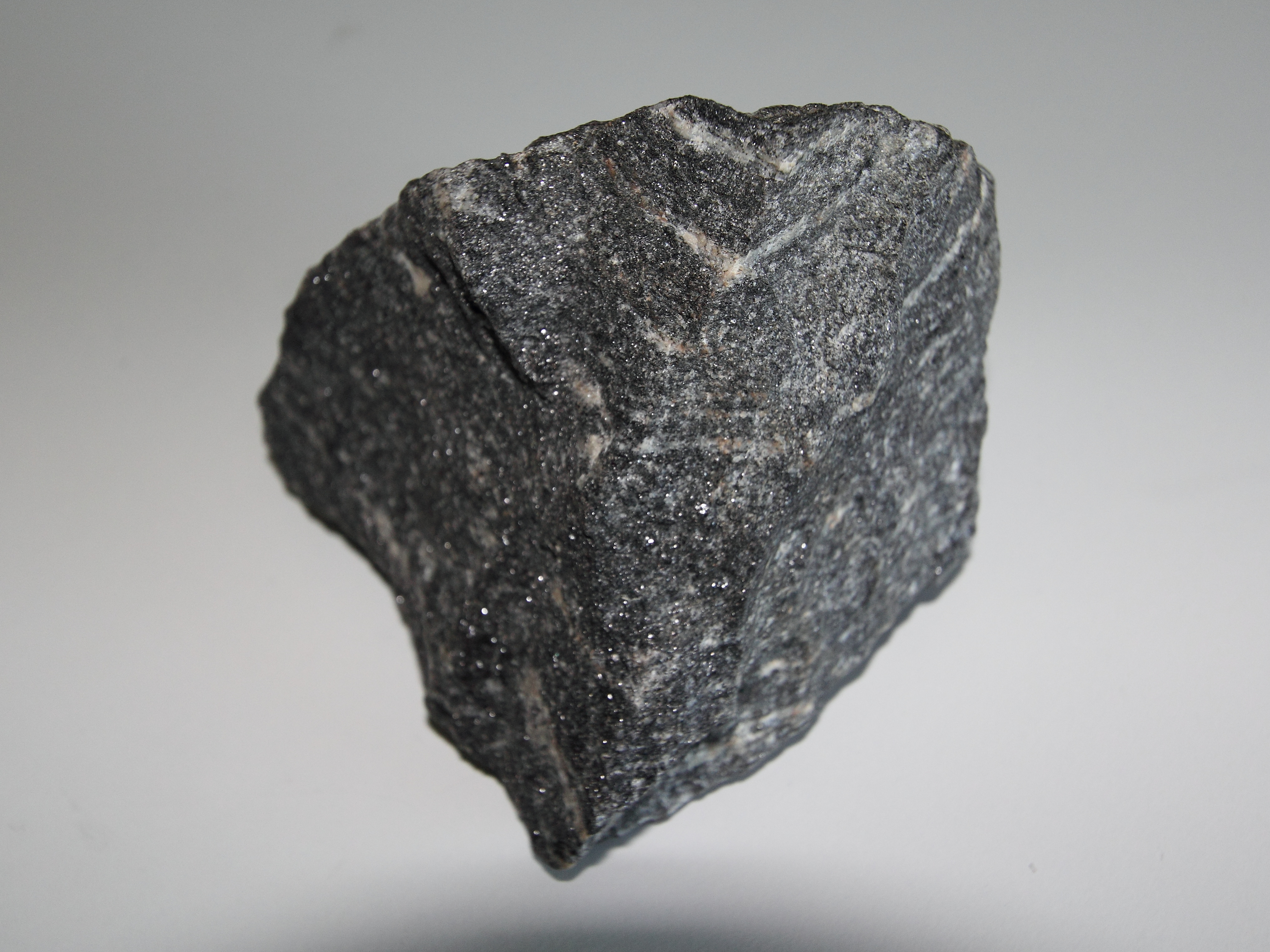
Le Gneiss d'Acasta (Canada) est la plus ancienne roche connue sur Terre s.s.. Elle est datée à -4,03 Ga (Collection du Prof. Hervé Martin, Université Blaise Pascal de Clermont-Ferrand).

### Zircons hadéens

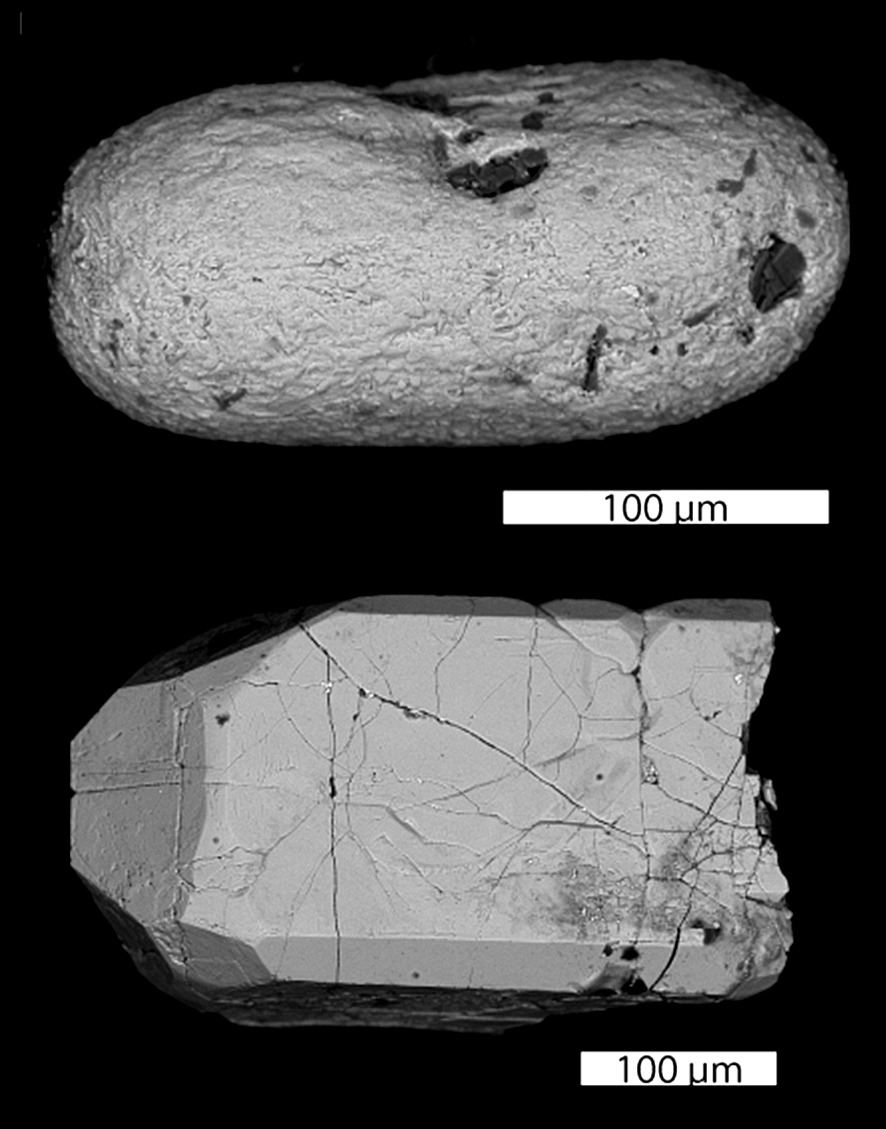
Micrographie électronique à rétrodiffusion de zircons détritiques des méta-sédiments archéens des Jack Hills (Craton de Yilgarn, Australie occidentale). La partie supérieure est fortement arrondie par abrasion tandis que la partie inférieure montre la plupart des facettes cristallines originales.

Toutefois, la plus ancienne trace terrestre minérale existante consiste en cristaux de zircon. Ces zircons ne sont pas une roche au sens strict, mais un constituant mineur d'une roche ; un minéral très résistant, souvent conservé après la destruction de la roche originale et remobilisé dans d'autres roches (une roche sédimentaire par exemple) en conservant l'enregistrement de son âge de formation d'origine. Des zircons redéposés dans le paragneiss de la formation des Gneiss de Narryer du Craton de Yilgarn dans la région des Jack Hills à l'ouest de l'Australie, sont le témoignage d'une ancienne croûte continentale. Ils sont datés de -3,8 Ga à près de -4,4 Ga pour les plus vieux (âge U-Pb), cela correspond à une époque très proche de la formation de la Terre. La roche dans laquelle les zircons se sont déposés étant d'âge plus récent.
Les zircons hadéens ont une très faible abondance dans le monde en raison du recyclage des matériaux par la tectonique des plaques. Lorsque la roche à la surface est enfouie profondément dans la Terre, elle est chauffée et peut recristalliser ou fondre. Malgré sa rareté sur Terre, il existe plusieurs occurrences de zircons de cette époque dans six pays : Australie, Brésil, Canada, Chine, Groenland et Guyana. Les caractéristiques des zircons hadéens renseignent sur l'histoire de la Terre au début et le mécanisme des processus de la Terre dans le passé. Sur la base des propriétés de ces cristaux de zircon, de nombreux modèles géologiques différents ont été proposés.
L'enregistrement de marqueur pétrologique de l'Hadéen a permis de faire évoluer la conception d'une "Terre infernale" sans océan à l'Hadéen. En effet plusieurs études et modélisations, notamment en géochimie isotopique ont mis en évidence, grâce à l'étude de ces zircons, la présence d'une hydrosphère terrestre précoce.

## Vie à l'Hadéen
Les fossiles les plus anciens attestés jusqu'en 2018 sont des stromatolithes constitués de microorganismes photosynthétiques dont l'âge serait de −3,5 Ga en Australie et de −3,7 Ga au Groenland. Au Groenland des traces potentielles de composés organiques carbonés signifient qu'une vie fondée sur la photosynthèse était peut-être déjà présente, cette découverte a fait l'objet d'une publication dans Nature.
D'autres indices convergent pour documenter la possibilité d'une vie très primitive possible dès l'Hadéen : 
- L'étude isotopique des zircons de Jack Hills indique des interactions avec l'eau : une présence potentielle de vie biotique  à des âges beaucoup plus anciens que ce que l'on pensait jusqu'alors[9],[15],[16].
- En 2017, la datation de microorganismes (des tubes et des filaments micrométriques épigénisés en hématite) fossilisés par des dépôts minéraux à proximité de sources hydrothermales sous-marines, découverts dans des sédiments ferrugineux affleurants dans la ceinture de roches vertes de Nuvvuagittuq, au Québec, ont été datés d'au moins −3,77 Ga, voire peut-être de −4,28 Ga[17],[18].
- De même, l’analyse isotopique, en 2015, d’inclusions de carbone (sous forme de graphite), considéré d'origine organique, dans des zircons détritiques de la région des Jack Hills en Australie-Occidentale a fourni un âge de −4,1 Ga[19].

Selon l'un des chercheurs, « Si la vie est apparue relativement rapidement sur Terre... alors elle pourrait être courante dans l'univers ».

## Dans la culture populaire
Dans le film d'animation Fantasia de Disney, le court métrage Le Sacre du Printemps retrace les origines de la Terre, de l'Hadéen jusqu'à la fin du Mésozoïque, sous forme de dessin animé pédagogique. Il s'agit d'une des rares représentations à l'écran de cette période de l'histoire de la Terre.